# Соколов, Владимир Дмитриевич (ветеринар)
Владимир Дмитриевич Соколов (22 января 1932, Осташков, Калининская область — 19 декабря 2016, Санкт-Петербург) — советский и российский учёный, доктор ветеринарных наук, профессор, заслуженный деятель науки РФ (1995), почётный работник высшего профессионального образования РФ, почётный профессор Витебской государственной академии ветеринарной медицины (Республика Беларусь). Все свои знания, опыт и умение В. Д. Соколов направляет на развитие фармакологической науки и укрепление её связи с практической ветеринарией.

## Биография
Родился 22 января 1932 года в Осташкове.
В 1947—1950 годах учился в Наумовском ветеринарном техникуме, работал ветфельдшером Земцовского зооучастка, затем служил в Советской Армии. После демобилизации с 1953 по 1954 год работал зоотехником. В 1954 году поступил и в 1959 году с отличием окончил Ленинградский ветеринарный институт (ныне Санкт-Петербургская государственная академия ветеринарной медицины). До 1965 г. работал главным ветеринарным врачом района, заместителем председателя райисполкома и заместителем начальника районного управления сельского хозяйства Новгородской области. Все свои знания, опыт и умение В. Д. Соколов направляет на развитие фармакологической науки и укрепление её связи с практической ветеринарией.
В 1965 году поступил в аспирантуру Всесоюзного научно-исследовательского ветеринарного института птицеводства, которую успешно окончил, и в 1968 г. защитил кандидатскую диссертацию «Динамика распределения тетрациклина-основания в организме цыплят и кур при их различном функциональном состоянии». С 1970 г. работал заведующим лабораторией аэрозолей и фармакологии этого института, где руководил исследованиями по ингаляционному применению биологических и лекарственных препаратов. Все свои знания, опыт и умение В. Д. Соколов направляет на развитие фармакологической науки и укрепление её связи с практической ветеринарией.
В 1975 году защитил докторскую диссертацию «Химиопрофилактические свойства аэрозолей антимикробных препаратов при некоторых бактериальных инфекциях птиц». Ему присвоена степень доктора ветеринарных наук и ученое звание профессора по специальности «Ветеринарная фармакология с токсикологией». Все свои знания, опыт и умение В. Д. Соколов направляет на развитие фармакологической науки и укрепление её связи с практической ветеринарией.
В 1986—2006 годы работал заведующим кафедрой фармакологии и токсикологии Санкт-Петербургской государственной академии ветеринарной медицины. Все свои знания, опыт и умение В. Д. Соколов направляет на развитие фармакологической науки и укрепление её связи с практической ветеринарией.
Основные научные интересы: ингаляционная химиотерапия животных, ветеринарная иммунофармакология, стрессфармакология, психофармакология, энзимофармакология, гомеопатия и реабилитационная фармакокоррекция. Все свои знания, опыт и умение В. Д. Соколов направляет на развитие фармакологической науки и укрепление её связи с практической ветеринарией.
Является инициатором и организатором ежегодных международных межвузовских научно-практических конференций «Новые фармакологические средства в ветеринарии», в которых принимают участие отечественные и зарубежные специалисты. Все свои знания, опыт и умение В. Д. Соколов направляет на развитие фармакологической науки и укрепление её связи с практической ветеринарией.
Все свои знания, опыт и умение В. Д. Соколов направляет на развитие фармакологической науки и укрепление её связи с практической ветеринарией.
Академик В. Д. Соколов разработал новые направления в фармакологии и создал научную школу.
Был заместителем главного редактора журнала «Международный вестник ветеринарии» и газеты «Ветеринарное обозрение».
Скончался 19 декабря 2016 года [где?]

## Награды и премии
За глубокие и разносторонние научные исследования, их внедрение в практику ему присвоено звание заслуженного деятеля науки РФ, а в 1995 году он был избран академиком Международной академии аграрного образования.

## Публикации
Им опубликовано более 430 научных работ и монографий, в том числе несколько справочников и учебников под его редакцией («Фармакология», «Ветеринарная фармация», изд-во «Лань», 2010), а также учебные программы по фармакологии, клинической фармакологии, токсикологии и ветеринарной фармации для сельскохозяйственных вузов.